# Vrachtwagenstrook

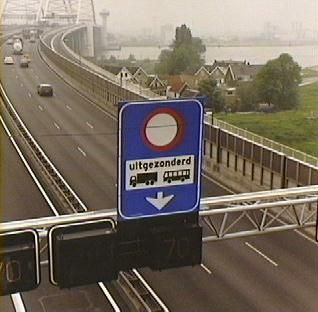
Aankondiging vrachtwagenstrook

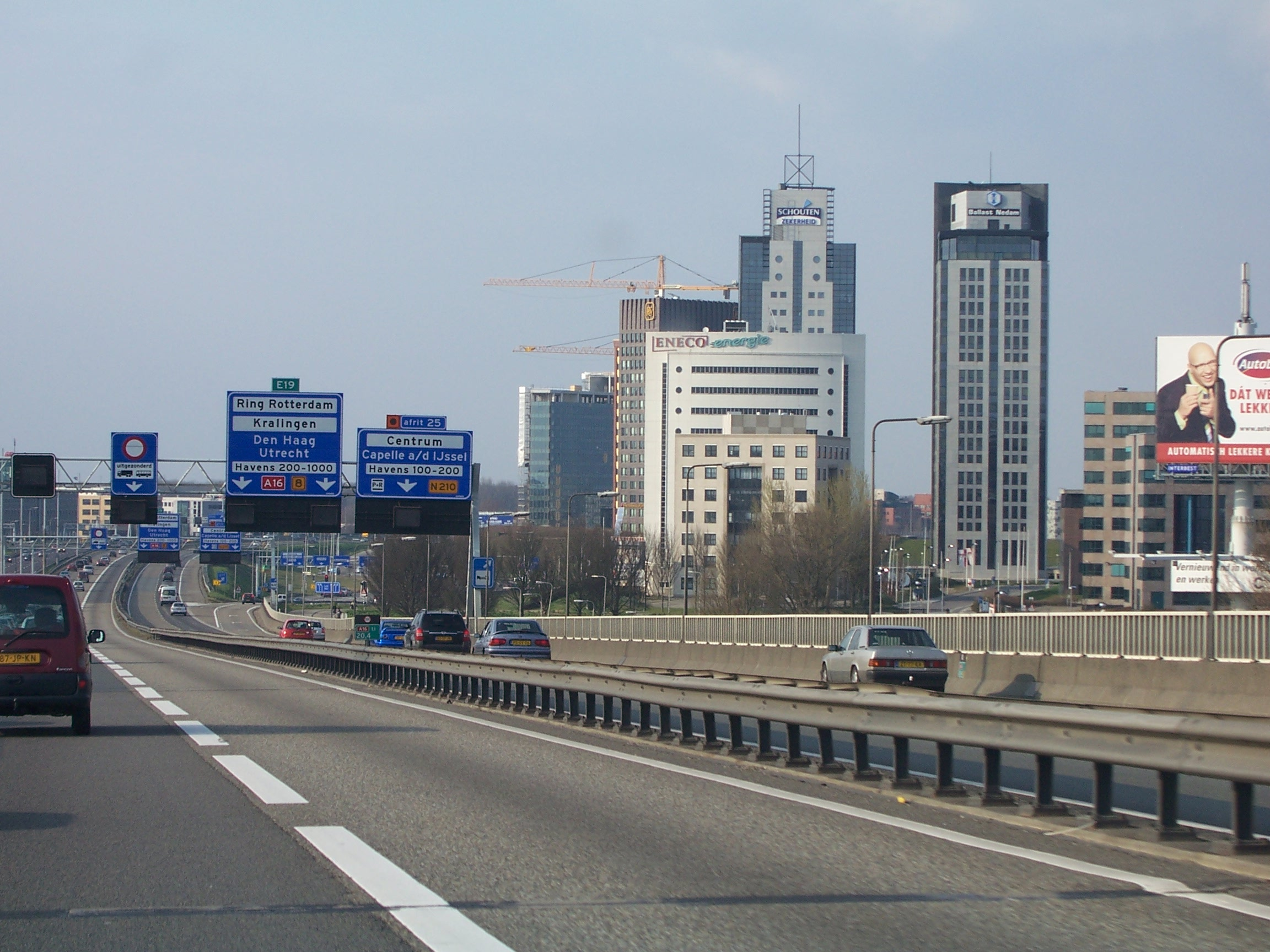
Vrachtwagenstrook op de A16

Een vrachtwagenstrook is een rijstrook specifiek bestemd voor vrachtverkeer en meestal ook bussen. In Nederland zijn er vrachtwagenstroken op onder meer de A16, de A20 en de A50.
Doel van dergelijke doelgroepstroken is het verkeer te homogeniseren: de strook is voor de doelgroep alleen en de overige stroken hebben geen "last" meer van deze doelgroep. Daarnaast kan een bepaalde groep gebruikers, in dit geval het vrachtverkeer, een voordeel geboden worden. Vrachtvervoer wordt als economisch belangrijk gevonden omdat tijdverlies voor deze doelgroep relatief veel geld kost. Door een eigen strook wordt het tijdverlies als gevolg van file beperkt.
In de praktijk levert de aanduiding van de strook, zoals die te zien is op de foto, nog weleens problemen op voor vrachtwagenchauffeurs die de Nederlandse taal niet goed machtig zijn. Zij vertalen de symbolen als: Verboden voor vrachtwagens en bussen en interpreteren het woord "uitgezonderd" dus niet. 
Er zijn twee verkeersborden om een vrachtwagenstrook aan te geven, namelijk verkeersteken F19 of F21. 

verkeersbord F19
verkeersbord F21

rijstrook · vluchtstrook · spitsstrook · invoegstrook · uitvoegstrook · weefstrook · bufferstrook · plusstrook · wisselstrook · redresseerstrook · voorsorteerstrook · klimstrook

Doelgroepstroken: busstrook · carpoolstrook · vrachtwagenstrook · fietsstrook · passeerstrook